# Carrie Anne
Carrie Anne is een single van The Hollies. De single was niet verbonden aan een regulier album.
Allan Clarke deelde desgevraagd mee, dat het nummer is geschreven tijdens een tijd die ze doorbrachten met Tom Jones. Graham Nash vulde dat in 1995 aan met dat het lied eigenlijk gaat over Marianne Faithfull, met wie The Hollies in 1964 op tournee gingen. Hij was echter te verlegen om haar echte naam te gebruiken. Clarke vulde alleen het middenstuk aan, de rest was van Nash en Tony Hicks. Carrie Anne werd in twee takes opgenomen in de Abbey Road Studios in Londen op 1 mei 1967. De eerste take was daarbij niet goed genoeg, maar werd wel als demo opgenomen op het verzamelalbum/muzikale documentaire The Hollies at Abbey Road: 1966 to 1970.
Nash schreef vaker over privégebeurtenissen, zie bijvoorbeeld Our house, zijn samenzijn met Joni Mitchell.
De B-kant Signs that will never change werd ook door genoemd trio geschreven. Op de platenhoes van de Nederlandse persing werd het per abuis afgedrukt als zijnde Sings that will never change.
Carrie-Anne Moss, die in 1967 geboren werd, is naar deze single vernoemd.

## Hitnotering
Het plaatje had succes aan beide zijden van de Atlantische Oceaan. In de Billboard Hot 100 en de Canadese hitlijst kwam het in dertien weken tot een negende plaats. In het Verenigd Koninkrijk haalde het elf weken een derde plaats, in Ierland een vierde. België had nog geen officiële hitparade.

### Nederlandse Top 40
| Positie: | 40 | 29 | 18 | 9 | 7 | 6 | 9 | 16 | 22 | 32 | uit |

### NederlandseParool Top 20
| Positie: | 20 | 13 | 8 | 4 | 4 | 9 | 16 | 17 | uit |

### NPO Radio 2 Top 2000
| Nummer met noteringen in de NPO Radio 2 Top 2000 | '00  | '01 | '02  | '03  | '04  |
| ------------------------------------------------ | ---- | --- | ---- | ---- | ---- |
| Carrie Anne                                      | 1924 | -   | 1984 | 1925 | 1999 |

1. ↑  Een '-' betekent dat het nummer niet was genoteerd en een vetgedrukt getal geeft de hoogste notering aan.
2. ↑  2000 was het eerste jaar met een notering voor dit nummer.
3. ↑  Deze tabel is bijgewerkt tot en met de laatste editie (2024).

## Covers en gebruik in de media
Het nummer is enige malen gecoverd, het nummer is daarbij te horen in de film Stardust van Michael Apted.
Ali Campbell, (ex-)zanger van de reggaeband UB40, nam het op voor zijn vierde soloalbum Great British Songs dat in 2010 uitkwam als eerbetoon aan de Britse popmuziek waarmee hij is opgegroeid. Het werd in eigen land op single uitgebracht.